# Jarosław Kupczak
Jarosław Kupczak (ur. 8 sierpnia 1964 w Biłgoraju) – polski dominikanin, teolog, profesor nauk teologicznych, nauczyciel akademicki Uniwersytetu Papieskiego Jana Pawła II w Krakowie, kierownik Katedry Antropologii Teologicznej na Wydziale Teologicznym oraz dyrektor Ośrodka Badań nad Myślą Jana Pawła II Uniwersytetu Papieskiego Jana Pawła II w Krakowie.

## Życiorys
Wychował się w Biłgoraju, gdzie ukończył szkołę podstawową i Liceum Ogólnokształcące im. ONZ. Wstąpił do Polskiej Prowincji Zakonu Dominikańskiego i 18 sierpnia 1984 r. złożył pierwsze śluby. W latach 1984–90 studiował w Kolegium Filozoficzno-Teologicznym O.O. Dominikanów w Krakowie. Ukończył studia otrzymując tytułu magistra teologii na Papieskiej Akademii Teologicznej w Krakowie. Pracę magisterską pod tytułem "Pojęcie znaków czasu" w pracach Soboru Watykańskiego II" napisał pod kierownictwem o. prof. dr hab. Jacka Salija OP. Święcenia kapłańskie przyjął w dniu 2 czerwca 1990.
W latach 1990–92 pracował jako duszpasterz akademicki i katecheta w parafii pod wezwaniem św. Dominika w Warszawie. We wrześniu 1992, rozpoczął studia licencjackie w John Paul II Institute for Studies on Marriage and Family w Waszyngtonie (USA). Pod kierownictwem prof. Kennetha Schmitza napisał pracę licencjacką "The Role of St. Thomas Aquinas' Thought in Karol Wojtyła's Wykłady lubelskie (Rola myśli św. Tomasza z Akwinu w Wykładach lubelskich Karola Wojtyły)", którą obronił ją w maju 1994 z wynikiem magna cum laude. W czasie programu licencjackiego rozpoczął też program doktorancki.
W 1994 roku wykładał teologię moralną w Kolegium O.O. Dominikanów w Krakowie. W styczniu 1997 broniąc summa cum laude pracę doktorską pt: The Human Person as an Efficient Cause in the Christian Anthropology of Karol Wojtyła (Osoba ludzka jako przyczyna sprawcza w chrześcijańskiej antropologii Karola Wojtyły) ukończył studia doktoranckie w Waszyngtonie.
Od 1998 wykłada antropologię Jana Pawła II na Tertio Millennio Seminar on the Free Society organizowanym przez Ethics and Public Policy Center (Washington DC) i Instytut Tertio Millennio z Krakowa. W latach 1998 do 2004 wykładał teologię moralną w St. Thomas Aquinas' College (Kijów). 
W 2006 roku otrzymał habilitację na Wydziale Teologicznym Papieskiej Akademii Teologicznej w Krakowie na podstawie książki "Dar i komunia. Teologia ciała w ujęciu Jana Pawła II".
Od 21 grudnia 2009 roku profesor nadzwyczajny Uniwersytetu Papieskiego Jana Pawła II w Krakowie. Wykłada również w Istituto Giovanni Paolo II w Rzymie. Visting professor w Cattedra Wojtyla, Pontificia Università Lateranense w Rzymie, na Uniwersytecie św. Tomasza Angelicum w Rzymie oraz John Paul II Institute for Studies on Mariage and Family w Melbourne (Australia).
W 2014 otrzymał tytuł naukowy profesora nauk teologicznych.

## Sprawowane funkcje
- 1998 - 2004: Rektor Kolegium Filozoficzno-Teologicznego Polskiej Prowincji Dominikanów w Krakowie
- 2001 - 2008: Członek Rady Programowej w Stowarzyszeniu „ESPACES Kraków”
- 2004 - 2006: Prowincjalny Promotor Formacji Stałej Polskiej Prowincji o.o. Dominikanów
- Od 2006 roku Kierownik Katedry Antropologii Teologicznej na Wydziale Teologicznym Uniwersytetu Papieskiego Jana Pawła II w Krakowie
- Od stycznia 2007 roku Dyrektor Ośrodka Badań nad Myślą Jana Pawła II Uniwersytetu Papieskiego Jana Pawła II w Krakowie
- Od 19 lutego 2007 roku członek Rady Naukowej Ośrodka Studium i Dokumentacji Pontyfikatu Jana Pawła w Rzymie
- Od 4 stycznia 2008 roku członek kapituły Nagrody Jana Pawła II KUL
- Od 21 grudnia 2009 roku profesor nadzwyczajny Uniwersytetu Papieskiego Jana Pawła II w Krakowie

## Wybrane publikacje
- W stronę wolności - szkice o antropologii Karola Wojtyły, Cerf - Kairos - Wydawnictwo „M“ – Znak; Kraków 1999.
- Destined for Liberty. The Anthropology of Karol Wojtyła/John Paul II, The Catholic University of America Press; Washington, D.C. 2000.
- Dar i komunia. Teologia ciała w ujęciu Jana Pawła II, Wydawnictwo Znak; Kraków 2006